# Rabah Madjer
Rabah Madjer —àrab: رابح ماجر, Rābaḥ Mājir— (Hussein Dey, 15 de febrer, 1958) fou un futbolista algerià que jugava de davanter.
Un dels grans futbolistes de la història, jugà a la selecció durant 14 anys entre 1978 i 1992, i participà en els Mundials de 1982 i 1986. És el màxim golejador de la selecció amb 29 gols en 87 partits. Destacà al FC Porto amb qui fou campió d'Europa el 1986-87 i campió intercontinental. També defensà els colors del València CF.
Madjer també fou entrenador de la selecció algeriana i de diversos clubs de Qatar, entre d'altres. També ha estat comentarista pel canal Al Jazeera.